# Пантил
Панти́л (рос. Пантыл) — село у складі Білохолуницького району Кіровської області, Росія. Входить до складу Гуренського сільського поселення.
Населення поселення становить 9 осіб (2010, 16 у 2002).
Національний склад станом на 2002 рік — росіяни 100 %.